# Carlo Turcato
Carlo Turcato, né à Cervignano del Friuli le 22 septembre 1921 et mort le 2 juin 2017 à Padoue, est un escrimeur italien pratiquant le sabre.

## Palmarès

### Escrime aux Jeux olympiques
- 1948 à Londres,  Royaume-Uni
  -  Médaille d'argent dans l'épreuve du sabre par équipes [2]